# Vilim II., kralj Engleske
Vilim II. Riđi (1056. – 2. kolovoza 1100.) bio je engleski kralj.
Englesku krunu naslijedio od oca Vilima Osvajača godine 1087. Vladao je Engleskom do do 1100. Politički i vojno bio je sposoban vladar. Uspješno je ratovao protiv Škota, normanskih pobunjenika i Francuza. Učvrstio je sjeverne granice Engleske. Vladao je normandijskim vojvodstvom i bio je utjecajnim u Kraljevini Škotskoj. Manje je uspjeha imao kad se pokušao širiti prema Walesu. 
Godine 1088. ugušio je pobunu normanskih grofova koji su željeli na prijestolje dovesti njegova starijeg brata Roberta II. Godine 1091. natjerao je škotskoga kralja Malcolma III. da prizna njegovo vrhovništvo, a 1097. podvrgnuo i velške vladare. Od 1089. do 1096. ratovao protiv brata Roberta i nametnuo mu svoju prevlast. Od 1096. iskoristio je Robertov odlazak u križarski rat, zaposjeo Normandiju i vladao njome kao vojvoda Vilim III.
Izvori na englesokm ga obično poznaju kao Williama Rufusa, vjerojatno zbog njegovog upadljivo crvenog lica.
Iako je Vilim bio učinkovitim vojnikom, bio je nemilosrdnim vladarom i, kako izgleda, da su ga podanici vrlo malo voljeli. Prema Anglosaskoj kronici, bio je "omraženim kod svih svojih i gadio se samom Bogu."
Poginuo je u lovu kraj Brockenhursta 1100. godine, no postoje i tvrdnje da je ubijen. Naslijedio ga je mlađi brat Henrik.